# Movimiento de Renovación Sandinista
Der Movimiento de Renovación Sandinista, abgekürzt als MRS, (deutsch: „Bewegung der sandinistischen Erneuerung“) ist eine linksgerichtete Partei in Nicaragua. Sie wurde 1995 von ehemaligen Mitgliedern der traditionellen Sandinistenpartei FSLN gegründet. Zu den Unterstützern des MRS gehören oder gehörten zentrale Figuren der sandinistischen Bewegung, wie Sergio Ramírez, Dora María Téllez, Ernesto Cardenal, Herty Lewites und Edmundo Jarquín. Bei den Präsidentschaftswahlen 2006 erreichte der Kandidat der MRS, Edmundo Jarquín, 6,44 % der Stimmen, während Daniel Ortega (der Kandidat der FSLN) die Wahlen mit mehr als 38 % gewann.

## Frühe Entwicklung
Der MRS wird durch Mitglieder der sandinistischen Bewegung getragen, die 1979 die Diktatur von Anastasio Somoza Debayle stürzte und bis 1990 Nicaragua regierte. Nach der Wahlniederlage kam es zu internen Konflikten, insbesondere das linksintellektuelle Lager kritisierte den Parteiführer und ehemaligen Präsidenten Daniel Ortega. Prominente Mitglieder wie die Schriftstellerin Gioconda Belli und der Befreiungstheologe Ernesto Cardenal traten aus der Partei aus. Auch Ramírez, der Schriftsteller, frühere Vizepräsident und Mitstreiter Ortegas kehrte der FSLN den Rücken und wurde zur zentralen Figur des neu gegründeten MRS. Ramírez kritisiert Ortega mittlerweile sehr scharf, zählt ihn zum korrupten Establishment und erklärt ihn zum größten Problem der sandistischen Bewegung.
Der MRS konnte sich in der Folgezeit jedoch nicht zu einer populären Alternative zur FSLN entwickeln, auch weil sich Ramírez 1996 endgültig aus der Politik zurückzog. Zudem waren die linksintellektuellen Sandinisten, die den MRS stützen, eine recht kleine Gruppe, die einfache Bevölkerung fühlte sich weiter eher durch die FSLN vertreten. Bei den Präsidentschaftswahlen 2001 ging der MRS ein Bündnis mit der FSLN ein, konnte sich jedoch nicht durchsetzen. Es gelang allerdings, die Wahlen in den meisten nicaraguanischen Städten, darunter auch Managua, zu gewinnen.

## Lewites und die Wahlen 2006
In den Wahlen 2006 wollte der ehemalige Präsident und 1996 und 2001 gescheiterte Präsidentschaftskandidat Ortega erneut für die FSLN antreten. Allerdings kündigte der damalige Bürgermeister von Managua, Herty Lewites, an, ebenfalls kandidieren zu wollen, was eine parteiinterne Vorwahl nötig gemacht hätte. Da Lewites äußerst populär war und bei einer parteiinternen Kandidatur sehr gute Chancen gehabt hätte, ließ Ortega Lewites kurzerhand aus der FSLN ausschließen. Lewites wandte sich daraufhin dem MRS zu und ließ sich als Präsidentschaftskandidat der Partei aufstellen. Als Kandidat schien Lewites keine schlechten Chancen zu haben, auch weil Ortega durch Vergewaltigungsvorwürfe belastet wurde. Zudem spaltete sich das konservative Lager, so dass bei den Präsidentschaftswahlen 2006 vier große Blöcke antraten. Lewites starb allerdings am 2. Juli 2006, als neuer Kandidat wurde kurzfristig der Ökonom Edmundo Jarquín aufgestellt. Jarquín landete bei den Wahlen jedoch mit 6,44 % abgeschlagen auf dem vierten Platz, Ortega konnte sich schon im ersten Wahlgang durchsetzen.